# Horst Gernhardt
Horst Gernhardt (* 17. November 1923; † 21. Oktober 1994) war ein deutscher Fußballspieler.
Der durch eine Kriegsverletzung auf einem Auge blinde Stürmer wechselte 1947 vom VfL 06 Saalfeld zu Werder Bremen. In der Oberliga Nord erzielte Horst Gernhardt bis 1953 in 136 Spielen 76 Tore. Zur Saison 1953/54 wechselte Gernhardt zum SSV Reutlingen 05, der damals in der II. Division spielte. In seiner ersten Saison mit dem SSV gelang ihm der Aufstieg in die Oberliga Süd. In der Oberligasaison 1954/55 wurde Horst Gernhardt dort mit den Reutlingern Vizemeister. Damit hatten sich Gernhardts Reutlinger die Teilnahme an der Qualifikationsrunde der Endrunde um die deutsche Meisterschaft 1955 gesichert. Horst Gernhardt wurde in dieser Qualifikationsrunde bei der 0:3-Niederlage seiner Mannschaft gegen den SV Sodingen ebenso wie bei der anschließenden 1:2-Niederlage des SSV Reutlingen gegen Wormatia Worms eingesetzt. In der anschließenden Oberligaspielzeit stieg Horst Gernhardt mit dem SSV Reutlingen in die II. Division ab. Dort gelang Gernhardt mit dem SSV Reutlingen in der Spielzeit 1956/57 der direkte Wiederaufstieg. Am 18. Spieltag der Oberligasaison 1957/58 am 14. Dezember 1957 gegen den BC Augsburg vertrat er für wenige Spielminuten den Reutlinger Stammtorhüter Karl Bögelein. Nachdem er innerhalb von zwei Minuten zwei Gegentore durch den Augsburger Ulrich Biesinger hinnehmen musste, überließ er für den weiteren Spielverlauf jedoch seinem Mitspieler Kurt Vaas die Position des Torhüters. Wegen eines Kreuzbandrisses beendete Horst Gernhardt 1961 seine Spielerkarriere. Für den SSV Reutlingen war Gernhardt in insgesamt 105 Oberligaspielen im Einsatz, in denen er 18 Treffer erzielte.
Drei Wochen vor seinem 71. Geburtstag erlag Gernhardt einem Herzinfarkt.